# スタディオン・ポド・ヴルムチェム
スタディオン・ポド・ヴルムチェム（セルビア語: Stadion Pod Vrmcem）は、モンテネグロ・コトルに所在するサッカー競技施設である。

## 概要
コトル湾を臨む位置に所在しており、110m×70mのピッチと、1000人の収容人数を有するスタジアムである。欧州サッカー連盟の基準は満たしておらず、同連盟主催試合では使用できない。

## 歴史
1922年に開設。1945年にスタジアムを建て直した。その後数回の改修を行った。